# Episinus truncatus
Episinus truncatus là một loài nhện trong họ Theridiidae.
Loài này thuộc chi Episinus. Episinus truncatus được miêu tả năm 1809 bởi Latreille.